# Grange Hill (Jamajka)
Grange Hill – miasto na Jamajce, w regionie Westmoreland.